# Зефзаф, Мухаммад
Мухаммад Зефза́ф (Зафзаф) (араб. زفزاف محمد‎; 1 января 1945, Сук-эль-Арба — 13 июля 2001, Касабланка) — марокканский арабоязычный писатель, один из наиболее влиятельных авторов страны 20 века. Неоднократно упоминается как «крестный отец марроканской литературы» и «марроканский Достоевский». 

## Биография
Родился в 1945 году в небольшом городке Сук-эль-Арба в крестьянской семье. Когда Мухаммаду было 5 лет, покончил с собой его отец. Мать с детьми была вынуждена перебраться в пригород города Кенитра, занимаясь низкооплачиваемой работой. В детские годы подрабатывал разносчиком газет, закончил школу с отличием, после чего с отличием окончил философский факультет Рабатского университета в Марокко. Работал журналистом, более 20 лет преподавал арабский язык в одном из лицеев Касабланки.
Начал писать в 18 лет, первую книгу опубликовал в 25 — ей стал вышедший в Дамаске в 1970 году сборник рассказов «Диалог в поздний час». Всего при жизни у Зефзафа вышло 19 книг, некоторые из которых переводились на английский, французский, испанский и русский языки. Во второй половине жизни много путешествовал, побывал в СССР, чему посвятил рассказ «Юрмальские вороны». Поддерживал Палестину в борьбе за самоопределение.
Умер 13 июля 2001 года в Касабланке после продолжительной борьбы с раком.

## Творчество
Начиная с публикации первых романов «Женщина и роза» («аль-Map'a ва-ль-варда», 1972) и «Тротуары и стены» («Арсыфа ва джудран», 1974), произведения Зафзафа обнаруживают стремление автора к психологическому анализу поведения героев и интерес к острым социальным проблемам.
В жизненном пути героев его произведений — студентов университетов, безработных (романы «Гадюка и море» (Аль-Аф’а ва-ль-бахр, 1979); «Петушиное яйцо» (Байдат ад-дик, 1984); «Лис появляется и исчезает» (Ас-Са’ляб аллязи йазхар ва йахтафи, 1986); «Попытка выжить» (Мухавалят аль-айш, 1985, русск. перевод: Москва, Радуга, 1988) — запечатлён трагический опыт целого поколения марокканской молодежи, потерянного, обманутого в своих ожиданиях увидеть лучшую жизнь после обретения страной независимости. Герои Зафзафа, на первый взгляд, бездействуют, кажутся равнодушными, даже эгоистичными, они разобщены, их отчуждает от себя общество, законов которого они не приемлют. Однако в их душе идеалы не умерли, как и мечта о лучшей жизни, о чистоте, искренности человеческих отношений, желание освободиться от оков традиции, обрести свободу, духовную независимость. М. Зафзаф внес заметный вклад в развитие современного языка марокканской арабоязычной романистики, широко применяя в своих произведениях марокканский диалект арабского языка.

### Полное собрание сочинений на арабском языке
Соч.: «Аль-А’маль аль-кямиля»: В 4-х Т. Касабланка, 1999.

### Русскоязычные издания
Переводы на русск. яз.:
- Ещё одна попытка выжить. роман. Перевод с арабского Б.В. Чукова// в кн. “Еще одна попытка выжить” Современная марокканская проза, М., 1988.
- Проводник. Рассказ. Перевод с арабского О.А. Власовой. Альманах Весь свет, М., 1988.
- Женщина и роза. Повесть и рассказы. Перевод с арабского О.А. Власовой. Екатеринбург, Ridero, 2019.